# 鄭麗
鄭麗（てい れい、ジョン・リー、1974年11月5日 - ）は、中国中央電視台に所属する中国のニュースキャスター。

## 経歴
1974年11月5日、黒竜江省克東県で生まれる。1997年にチチハル大学中国語学部を卒業後、同年、黒竜江省広播電視台に入局。2002年、中国中央電視台に転入した。2002年 - 2020年は、『朝聞天下』『新聞社区』『午夜新聞』『午夜聚焦』のニュースキャスターを務めた。2020年9月24日、同局のメインニュース番組『新聞聯播』のアナウンサーに抜擢された。

## 担当番組
- 『朝聞天下』
- 『新聞社区』
- 『午夜新聞』
- 『午夜聚焦』
- 『新聞聯播』